# Ерёмин, Никита Васильевич
Никита Васильевич Ерёмин (род. 1 сентября 1990, Керчь) — российский волейболист, либеро, игрок клуба «Нова».

## Биография
Начал заниматься волейболом в ДЮСШ г. Норильск (Красноярский край).
Большую часть карьеры Ерёмин провёл в системе «Белогорья», а также выступал в суперлиге за «Грозный», а в высшей лиге А — за «Дагестан», два сезона провёл в «Нове». В апреле 2020 года вернулся в «Белогорье».

## Достижения
- Чемпион России (2012-2013)
- Обладатель кубка Росси (2012-2013)
- Обладатель супер кубка Росси (2014-2015)
- Серебряный призер чемпионата России(2014-2015)
- Победитель Кубка ЕКВ (2018)
- Победитель Мемориала Платонова (2025)